# José Manuel Caballero Bonald
José Manuel Caballero Bonald (Jerez de la Frontera, 11 novembre 1926 – Madrid, 9 maggio 2021) è stato un poeta e scrittore spagnolo.

## Biografia
Noto soprattutto in patria, per via dello stile barocco ed ampolloso del suo linguaggio poetico. Nel 2012 ha pubblicato la sua ultima raccolta dal titolo Entreguerras. Nello stesso anno gli è stato conferito il Premio Cervantes, il Nobel della Letteratura spagnola. Questo si aggiunge alla Medaglia d'oro del Círculo de Bellas Artes di Madrid, nel 2000, due lauree "honoris causa" e due titoli prestigiosi: membro dell'Academia Norteamericana de la Lengua Española di New York e, soprattutto, "Hijo Predilecto de Andalucía" (1988) - quell'anno conferito anche allo scienziato José Delgado. Personalità di spicco di Jerez, ivi ha fondato, nel 1986, la Fundación Caballero Bonald per la promozione della cultura, in generale, e la trasmissione e diffusione della sua opera - tra gli "Asesores" spicca, in particolare, lo scrittore Juan Marsé.
Figlio di un cubano di idee repubblicane e riformiste - per questo fuggito in Spagna, ben prima della Rivoluzione - studiò a Siviglia Filosofia e Letteratura (1949-52), quindi Astronomia e Scienze nautiche a Cadice. Entrato in contatto con un gruppo di intellettuali di Cordova, tra i quali Pablo García Baena - di tre anni più vecchio, Mario López e Juan Bernier Luque, più vecchi, rispettivamente, di otto e quindici anni -, partecipò ai lavori del Grupo Cántico, che ruotava attorno alla rivista Cántico. Nel 1952 diede alle stampe la sua prima raccolta di poesie, dal titolo Las adivinaciones, grazie alla quale concorre per il Premio Adonáis de Poesía - istituito nel 1943, ed andato, prima di Caballero, al più noto José Hierro, e, nell'anno in cui Caballero concorreva, al meno noto Lorenzo Gomis, poeta catalano.
Trasferitosi in "Iberoamérica" per proseguire la carriera accademica appena iniziata in patria, insegnò a Bogotà (Colombia). Lì scrisse il primo romanzo, dal titolo Dos días de septiembre - nel 1961, per questo, fu insignito in patria del neo-costituito Premio Biblioteca Breve, del quale è stato il terzo vincitore cronologico (dopo di lui, a vincerlo è stato il grande Mario Vargas Llosa).
Collaborò con il futuro Nobel Camilo José Cela per uno studio sul Lessico presso la Real Academia Española.